# TOKYO LIVING ROOM
『TOKYO LIVING ROOM』は、文化放送のラジオ番組。2013年10月5日から2014年3月29日まで放送されていた。

## 概要
2013年の秋から、文化放送に新しく設けられる「文化放送 親子3世代プロジェクト〜Smile & Future〜」の一環での「フラッグシップ番組」として、吉本興業が展開している「パパパーク プロジェクト」と組んで、現在、子育てをしている、いわゆる“よしもとパパ芸人”がパーソナリティを務めるもので、内容は、子育て情報に加え、この週末のお出かけ情報や、親子3世代に向けた「エンタメ情報」など、親子で楽しめる、いわゆる「コンテンツ」を提案するものである。
また、「Kandu」の最新情報をこの番組で伝える。
なお、この番組は東京スカイツリータウンの中にある、サテライトスタジオ「TOKYO SKYTREE TOWN® STUDIO」から公開生放送を行っていた。

## 放送時間
- 毎週土曜 18時-20時

## 出演者
パーソナリティ（週替り）
- FUJIWARA
- 川田広樹（ガレッジセール）
- 庄司智春（品川庄司）
- ペナルティ
- ダイノジ
- 2700

アシスタント
- 伊藤佳子（文化放送アナウンサー）